# Anomiopus intermedius
Anomiopus intermedius (лат.) — вид пластинчатоусых жуков рода Anomiopus из подсемейства скарабеины (Scarabaeinae). Неотропика: Перу, Эквадор.

## Описание
Длина тела от 5,7 до 7,0 мм; надкрылья от 3,0 до 3,9 мм; длина головы от 1,3 до 1,6 мм, ширина переднеспинки от 2,7 до 3,6 мм. Основная окраска от красновато-коричневого до темно-коричневого; голова и переднеспинка с металлическим зеленоватым или сине-фиолетовым отблеском. Навозный жук, населяет низинные и предгорные вечнозелёные тропические леса Амазонии на высотах от 200 до 1100 м. Встречается в мае, июне и октябре. Усики с 3-члениковой булавой. Задние голени с одной вершинной шпорой. Вид был впервые описан в 1891 году британским энтомологом Чарльзом Оуэном Уотерхаусом (Charles Owen Waterhouse; 1843—1917) по материалам, собранным английским натуралистом и путешественником Генри Уолтером Бейтсом в штате Амазонас (Бразилия).